# Guainville
Guainville is een gemeente in het Franse departement Eure-et-Loir (regio Centre-Val de Loire) en telt 614 inwoners (1999). De plaats maakt deel uit van het arrondissement Dreux. In de gemeente ligt spoorwegstation Gilles-Guainville.

## Geografie
De oppervlakte van Guainville bedraagt 14,2 km², de bevolkingsdichtheid is 43,2 inwoners per km².
De onderstaande kaart toont de ligging van Guainville met de belangrijkste infrastructuur en aangrenzende gemeenten.

## Demografie
Onderstaande figuur toont het verloop van het inwonertal (bron: INSEE-tellingen).